# Assedio di Sherpur
L'assedio di Sherpur è stata una battaglia combattuta nel dicembre del 1879, durante la seconda guerra anglo-afghana.
Il 3 settembre 1879 sir Pierre-Louis Cavagnari, rappresentante britannico a Kabul, e la sua scorta furono massacrati da una turba di militari afgani ammutinati che protestavano per il mancato ricevimento della paga da tre mesi e per la presenza della missione straniera. Questo episodio diede il via alla seconda fase della guerra.
Fu organizzata in tempi brevissimi una spedizione militare, denominata Kabul Field Force, sotto il comando del maggior generale Frederick Roberts. Dopo aver sconfitto le forze afghane a Chariasab il 6 ottobre, Roberts marciò verso Kabul il 13 ottobre.
Alla fine di novembre, un esercito sotto il comando di Jan Mohammed, che aveva accusato Yaqub Khan di essere un burattino britannico e dichiarato Musa Jan il nuovo emiro, si riunì nella zona nord di Kabul. L'11 dicembre un piccolo distaccamento (circa 170 uomini) del Nono reggimento dei lancieri della Regina e del Quattordicesimo reggimento dei lancieri del Bengala si scontrò con un esercito di 10 000 e più afgani, avanzando su Kabul. Si contarono pesanti perdite e gli afghani continuarono la loro avanzata. Il 15 dicembre, l'esercito afghano iniziò ad assediare i britannici insediati nella base di Sherpur.
Quando la notizia di una colonna di soccorso, sotto il comando del generale di brigata Charles John Stanley Gough raggiunse Mohammed Jan, egli ordinò ai suoi soldati di prendere l'assalto alla base di Sherpur del 23 dicembre. A mezzogiorno, l'assalto fu respinto, e l'esercito afgano disperso. Agli afghani trovati armati in quella zona non fu concessa alcuna pietà.
La base di Sherpur è stata mantenuta fino ad oggi come cimitero militare britannico.